# 榊原喜三
榊原 喜三（さかきばら きぞう、1944年 - ）は、日本のマンドリン奏者。愛知県半田市出身。

## 来歴
名古屋大学在学中、同大学ギターマンドリンクラブのコンサートマスターを務める。マンドリンを中野二郎に師事。1966年大学卒業。1972年第3回日本マンドリン独奏コンクール第1位。日本マンドリン連盟理事。
1980年名古屋市芸術奨励賞受賞。1984年及び1988年、名古屋マンドリン合奏団と共にコンサートマスターとしてソ連（当時）公演。同合奏団の1992年の中国公演と1996年のオーストラリア公演にコンサートマスターとして参加。NHK-FM「午後のリサイタル」、NHK教育テレビ「青少年音楽祭」にソリストとして出演。

## ディスコグラフィ
- 珠玉のマンドリン名曲集
- ロマンティックマンドリン
- ジェラシー／スペイン風奇想曲　マンドリン名曲集
- マンドリン独奏名曲集